# Giuseppe Resti Ferrari
Giuseppe Giovanni Massimo Germano Resti Ferrari (Milano, 11 ottobre 1832 – Rolo, 24 maggio 1908) è stato un magistrato e politico italiano.

## Biografia
Originario di Milano cresce ed effettua i suoi studi a Mantova, città dove la sua famiglia, di origine mantovana, aveva fatto ritorno e dove rimane per tutta la vita. Nel 1855 entra come praticamente nel tribunale provinciale austriaco. Fino all'annessione della città al Regno d'Italia (1866), è stato sostituto procuratore di stato sempre a Mantova e procuratore di stato a Vicenza. Nella magistratura italiana ha ricoperto gli incarichi di sostituto procuratore del Re a Perugia e Brescia, procuratore a Lecco e Bergamo, 	consigliere della corte d'appello di Brescia, presidente di sezione della Corte d'appello di Bologna e infine presidente della corte d'Appello di Brescia.